# Cupel (Pierzchnia)
Cupel – część wsi Pierzchnia w Polsce położona w województwie mazowieckim, w powiecie białobrzeskim, w gminie Stara Błotnica, znajdują się tam dwie posesje, na jednej gospodarstwo rolne a na drugiej domek letniskowy.
W latach 1975–1998 Cupel administracyjnie należał do województwa radomskiego.
Wierni Kościoła rzymskokatolickiego należą do parafii Zwiastowania Najświętszej Maryi Panny w Jasionnej.